# Woody Guthrie
Woodrow Wilson Guthrie (Okemah, Oklahoma, 14 de juliol de 1912 – Nova York, 3 d'octubre de 1967), conegut amb el nom de Woody Guthrie, va ser un cantautor de folk estatunidenc. Era conegut per la seva identificació amb la gent del poble, els pobres i els oprimits, així com pel seu odi al feixisme i l'explotació.
El seu repertori consta de centenars de cançons de contingut polític, tradicional i infantil, així com de balades i de temes improvisats. Sovint actuava amb un cartellet enganxat a la guitarra on hi deia "This machine kills fascists" (literalment, "Aquesta màquina mata feixistes"). És internacionalment conegut per la seva cançó "This Land Is Your Land", que encara es canta en moltes escoles estatunidenques i que va ser traduïda al català per La Trinca i popularitzada per Xesco Boix. Moltes de les seves cançons estan arxivades a la Biblioteca del Congrés dels Estats Units, que també en conserva alguns manuscrits.
Durant la Gran depressió, Guthrie va viatjar amb els treballadors migrants d'Oklahoma fins a Califòrnia tot aprenent cançons tradicionals i de blues. Moltes de les seves composicions parlaven de la Dust Bowl (la gran sequera dels anys trenta) fins al punt que se'l coneixia com "el trobador de la Dust Bowl".
Es va casar tres vegades i va ser pare de vuit infants, entre els quals hi ha el músic folk Arlo Guthrie. i l'autora Nora Gutrhie, fills de Marjorie Mazia Guthrie. A la fi de la seva vida, tot i afectat per la malaltia de Huntington, va ser el cap de fila d'una nova generació de músics folk, mantenint una relació de mentor amb autors com Ramblin' Jack Elliott o Bob Dylan i influint-ne molts d'altres (com Pete Seeger, Joan Baez, Johnny Cash, Bruce Springsteen o Tom Morello).
Va escriure una autobiografia, Bound For Glory, de la que se'n va fer una pel·lícula amb el mateix títol interpretada per David Carradine.
L'any 1988, Woody Guthrie va ser inclòs al Rock and Roll Hall of Fame, el 2000, va ser honrat amb el premi Grammy a la seva trajectòria. El 2006, Guthrie va ser inclòs al Saló de la Fama d'Oklahoma. El 1987, "Roll on Columbia" va ser escollida com a cançó popular oficial de l'estat de Washington i el 2001 "Oklahoma Hills" de Guthrie va ser escollida per ser la cançó popular oficial de l'estat d'Oklahoma.
De posicionaments polítics d'esquerres, favorable als drets dels treballadors i als pagesos, declarat antifeixista i antiracista, Guthrie fou proper al Partit Comunista, si bé no hi ha cap registre que en fos membre.
L'any 1969 la Trinca inclogué al seu disc Tots Som Pops una versió de This land is our Land en català: "Aquesta terra és la nostra terra". Altres grups i cantants catalans, des de Xesco Boix a Núria Graham n'han publicat i interpretat versions.

## Discografia principal
- Dust Bowl Ballads (1940)
- Nursery Days (1951)
- Songs to Grow on for Mother and Child (1956)
- Bound for Glory (1956)
- Ballads of Sacco & Vanzetti (1960)
- Woody Guthrie Sings Folk Songs (1962)
- Hard Travelin' (1964)
- Library of Congress Recordings (1964)
- Columbia River Collection (1987)
- This Land Is Your Land, The Asch Recordings, Vol.1 (1997)
- Muleskinner Blues, The Asch Recordings, Vol.2 (1997)
- Hard Travelin', The Asch Recordings, Vol.3 (1998)
- Buffalo Skinners, The Asch Recordings, Vol.4 (1999)
- The Live Wire: Woody Guthrie in Performance 1949 (2007)
- My Dusty Road (2009)
- Woody At 100: The Woody Guthrie Centennial Collection (2012)